# Alejandro Pérez Navarro
Alejandro 'Álex' Pérez Navarro (nascut l'11 d'agost de 1991) és un futbolista professional madrileny que juga com a defensa.

## Carrera futbolística
Pérez va jugar per almenys cinc clubs en etapa juvenil, i va acabar la seva formació al planter del Getafe CF, pel qual va fitxar el 2006 provinent d'un algtre club de la Comunitat de Madrid, el CD Colonia Moscardó. Va debutar com a sènior amb el Getafe CF B a Segona Divisió B, i només es va perdre nou partits de lliga la temporada 2010–11 en què l'equip va mantenir la categoria en el seu primer any de la història a Segona B.
Pérez va debutar oficialment amb el primer equip del Getafe el 27 d'octubre de 2010, disputant els 90 minuts contra el Club Portugalete a la Copa del Rei 2010-11 (1–1 a fora, i victòria en el resultat acumulat). El 16 de desembre va jugar el seu primer partit a la Lliga Europa de la UEFA, entrant com a substitut per Cata Díaz en els darrers minuts de la primera part en una victòria per 1-0 a la fase de grups contra el BSC Young Boys.
El 20 d'agost de 2013, Pérez fou cedit al club búlgar per la temporada 2013–14. Després de 15 partits, va retornar a Espanya en la següent finestra de mercat i va fitxar pel Recreativo de Huelva; va jugar en total només 110 minuts per aquest equip, i va patir una expulsió en el seu debut, una derrota per 2–3 a casa contra el Reial Madrid Castella el 15 de març de 2014.
El 24 de setembre de 2015, Pérez va signar pels Carolina RailHawks de la North American Soccer League fins al final de la temporada 2015. Va marcar un gol en cinc partits, en què l'equip va fracassar en assolir els play-offs, el seu primer gol professional fou el darrer en una victòria per 3–1 a casa contra l'Indy Eleven en la darrera jornada.
El 12 d'agost de 2016, Pérez va retornar a la Segona Divisió espanyola, en fitxar pel Reial Valladolid. Va marcar el seu primer gol com a professional a Espanya el 27 de maig de 2017, per derrotar el seu antic club, el Getafe, per 1–0 a l'Estadi José Zorrilla.
L'estiu de 2017, Pérez va fitxar per l'Sporting de Gijón. Va totalitzar 60 partits oficials en dues temporades a segona divisió, i va marcar en una derrota per 2-1 fora de casa contra l'FC Barcelona B el 8 de desembre de 2017.
El 31 d'agost de 2019, Pérez va signar un contracte d'un any amb Arminia Bielefeld de la 2. Bundesliga. El 14 d'agost següent, va tornar al seu país d'origen després d'acordar un contracte de dos anys amb els nouvinguts a la segona divisió de la UD Logroñés.
El 20 d'agost de 2021, després del descens del Logroñés a la segona divisió, Pérez es va incorporar al CD Lugo també de la segona categoria amb un contracte d'un any.